# Wardsboro (Vermont, város)
Wardsboro város az USA Vermont államában, Windham megyében. Lakosainak száma 869 fő (2020. április 1.).

## Népesség
A település népességének változása:

| 2010 | 900 |
| 2020 | 869 |